# عاشقان عابدين (مقاطعة إسلام آباد غرب)
عاشقان‌عابدين (بالفارسية: عاشقان‌عابدین) هي قرية تقع في قسم حومة الشمالي الريفي (مقاطعة إسلام آباد غرب) في إيران. يقدر عدد سكانها بـ 53 نسمة بحسب إحصاء 2016.